# Casa Civil de Su Excelencia el Jefe del Estado

Escudo de la Casa Civil del Jefe del Estado.

La Casa Civil de Su Excelencia el Jefe del Estado era el organismo que, durante la dictadura de Francisco Franco y, bajo la dependencia directa del dictador, tenía como misión servirle de apoyo en cuantas actividades se derivasen de sus funciones como Jefe del Estado en el ámbito civil, y en concreto, la organización de su agenda personal, concertación y organización de las audiencias, llevar la intendencia de la Residencia Oficial, organizar las visitas de Estado, y en resumen, la organización de la vida diaria del Jefe del Estado.

## Estructura y funciones
En virtud del Decreto de 1938, de 3 de mayo, sobre la creación de la Casa Civil y Militar del Jefe del Estado, la estructura que tenía era la siguiente:
- Jefe de la Casa Civil de Su Excelencia el Jefe del Estado e Intendente-General del Reino
- Segundo Jefe de la Casa Civil y Secretario General, del que dependían las siguientes unidades:
  - Secretaría Personal.
  - Gabinete de Planificación y Coordinación, del que dependía la Secretaría de Audiencias, Despacho y Actividades.
  - Servicio de Seguridad.
  - Relaciones con los Ministerios.
  - Protocolo.
  - Intendencia, de la que dependía la Mayordomía General de las Residencias Oficiales.
  - Administración, Infraestructura y Servicios.

El Jefe de la Casa Civil e Intendente-General del Reino debía ser un militar con el rango de general y que hubiera demostrado una especial adhesión al Movimiento y a la figura del Jefe del Estado.
El Jefe de la Casa Civil ostentaba el tratamiento de Excelentísimo Señor y gozaba de inmunidad e inviolabilidad. Asimismo, tenía la obligación de guardar secreto de cuantas cosas tuviera conocimiento durante el desempeño de sus funciones bajo penas que iban desde la reclusión mayor al destierro.
De igual modo, ejercía como Notario Mayor del Reino dando fe de cuantos actos oficiales lo requerían, entre ellos, el nombramiento de ministros y la redacción de las actas de los Consejos de Ministros.
Normalmente quienes ostentaban el cargo de Jefe de la Casa Civil desempeñaban además funciones como subsecretario, inicialmente del Ministerio de Gobernación, y a partir de la creación de la Presidencia del Gobierno, el de Subsecretario de la citada Presidencia.
En 1975, el rey Juan Carlos I la suprimió, quedando integrada toda su estructura en la restablecida Casa Real.

## Jefes de la Casa Civil
- 1936 - 1948 General de División Excmo. Sr. Julio Muñoz de Aguilar, Vizconde de Muñoz-Aguilar.
- 1948 - 1957 Almirante Excmo. Sr. D. Ramón Diez de Rivera y Casares, Marqués de Huétor de Santillan.
- 1961 - 1974 General de Brigada Excmo. Sr. D. Vicente Fernández Bascarán .
- 1974 - 1975 General de Brigada Excmo. Sr. D. Fernando Fuertes de Villavicencio, Vizconde de Villavicencio.